# Holding Patterns
Holding Patterns é um filme de comédia dramática dos Estados Unidos de 2016.

## Elenco
- Freddie Highmore ... Charlie Brenner
- Odeya Rush ... Amber
- Haley Joel Osment ... Ben
- Christopher Meloni ... Howard
- Marg Helgenberger ... Samantha
- Rita Volk ... Heather
- Jake Abel ... Jack
- Taylor John Smith
- Lonnie Knight
- Gary Ray Moore

## Produção
Em 18 de agosto de 2015, foi anunciado que a produção do filme estava em curso, estrelado por Freddie Highmore, Odeya Ponta, Haley Joel Osment, Rita Volk, Jake Abel e Taylor John Smith. Jake Goldberger dirigiu o filme de seu próprio roteiro, enquanto Alex Ginzburg e Tony Lee iram produzir o filme, com Jim Young produzindo através da Animus Films. Em 26 de agosto de 2015, Christopher Meloni e Marg Helgenberger se juntaram ao elenco do filme para atuar como Howard e Samantha, respectivamente, e Gary Ray Moore também se juntou ao elenco. A fotografia principal começou em Mobile, Alabama, em 27 de julho de 2015. Highmore e Volk foram vistos em filmagens no local, na Escola de Segundo Grau Spanish Fort no dia seguinte.